# 1902 (numero)
Millenovecentodue (1902) è il numero naturale dopo il 1901 e prima del 1903.

## Proprietà matematiche
- È un numero pari.
- È un numero composto da 8 divisori: 1, 2, 3, 6, 317, 634, 951, 1902. Poiché la somma dei suoi divisori (escluso il numero stesso) è 1914 > 1902, è un numero abbondante.
- È un numero sfenico.
- È un numero felice.
- È un numero di Ulam.
- È un numero semiperfetto in quanto pari alla somma di alcuni (o tutti) i suoi divisori.
- È un numero congruente.
- È un numero malvagio.
- È un numero intero privo di quadrati.
- È parte delle terne pitagoriche (450, 1848, 1902), (1902, 2536, 3170), (1902, 100480, 100498), (1902, 301464, 301470), (1902, 904400, 904402).

## Astronomia
- 1902 Shaposhnikov è un asteroide della fascia principale del sistema solare.

## Astronautica
- Cosmos 1902 è un satellite artificiale russo.